# Jungermannia erecta
Jungermannia erecta là một loài Rêu trong họ Jungermanniaceae. Loài này được (Amak.) Amak. mô tả khoa học đầu tiên năm 1960.